# Szajga
A szajga vagy tatárantilop (Saiga tatarica) az emlősök (Mammalia) osztályának párosujjú patások (Artiodactyla) rendjébe, ezen belül a tülkösszarvúak (Bovidae) családjába ezen belül az antilopformák (Antilopinae) alcsaládjába tartozó élő faj.
Nemének a típusfaja.

## Előfordulása
A szajga Közép-Ázsia hatalmas füves síkságain él. A 17. században elterjedési területének nyugati határa még a Kárpátok vonalával esett egybe. A századelőn a vadászat a kipusztulás szélére sodorta a szajgát. 1919-ben helyezték védelem alá, azóta legalább 1,3 millió egyedre gyarapodott az állománya, ám élőhelyének korlátozott volta gátat szab terjedésének. Az éves teríték a volt Szovjetunió területén negyedmillióra rúg, anélkül hogy ez az állományt veszélyeztetné. A faj újra elérte Európa földrajzilag vett keleti határát Oroszországban (kalmükföldi populáció) és Kazahsztánban (három populáció). A kazahsztáni állomány egy része telente Üzbegisztánig, sőt akár Türkmenisztánig elvonul. Egy populáció Nyugat-Mongóliában is él, ez külön alfajhoz tartozik Saiga tatarica mongolica. Kínából az 1960-as években pusztult ki.

## Alfajai
- Saiga tatarica mongolica Bannikov, 1946 - néha a ma már fosszilis Saiga borealis maradvány állományaként kezelik
- Saiga tatarica tatarica (Linnaeus, 1766)

## Jegyzetek

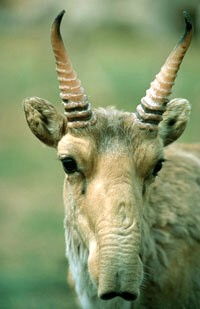
Hím szajga

## Megjelenése
Az állat fej-törzs-hossza 108-146 centiméter, marmagassága 60-80 centiméter, farokhossza 6-13 centiméter és testtömege 21-51 kilogramm. A bakok nagyobbak és nehezebbek a nőstényeknél. A nyári szőrzet gyapjas és világosbarna, a téli fehér, hosszabb és tömöttebb, még a szajga állát borító szőrök is hosszabbak lesznek. A párzási idényben a hím szakállt növeszt a nyakára. Feje nagy méretű, rajta hatalmas, duzzadt orrüreg van, melynek orrnyílásai lefelé mutatnak. A párzási időszakban a hím orra még nagyobbra fúvódik, ormányszerűvé válik. A tatárantilop füle rövid, körülbelül olyan széles, mint amilyen hosszú. A szem nagy, erősen előreugró szemöldök hajlik föléje. Csak a hímnek van szarva, amely erősen gyűrűzött (8-20 gyűrűs duzzanat), enyhén hátrafelé hajlik és áttetsző borostyánszínű. A nőstényeknek rendszerint nincs szarva, de kivételesen nekik is nőhet, bár az rövidebb és vékonyabb. Lába meglehetősen hosszú és vékony, két patás ujjban végződik. A pata szív alakú, 4-5,5 centiméter széles és 6-7 centiméter hosszú. A fiatalok juh módjára bégetnek. A bakok hangja mély és szaggatott, a nőstényeké valamivel csengőbb „béé”.

## Életmódja
A tatárantilop társas lény, 30-40 állat alkot egy csordát. A vándorlás idején a csordák egyesülnek. Egy-egy nap alatt akár 100 kilométer feletti vándorutat is megfigyeltek náluk. Élőhelyüket éppen ezért soha nem legelik le túlságosan, hanem hagyják növekedni a sztyeppi füveket. A tartós, mély hó veszélyes lehet rájuk nézve. Egyedül az 1953-1954-es kemény télen az állománynak csaknem 40 százaléka elpusztult. Komoly megpróbáltatást jelenthetnek a nagy nyári hőségek és az aszályok is. Bundájuk ilyenkor ennek megfelelően jóval vékonyabb. Alkalmazkodásuk igazán érdekes eredménye azonban az orruk, amellyel képesek kiszűrni a port; a hosszú, nedves orrüregben pedig jól lehűl a falában átáramló vér. Vándorlás közben ezek az alacsony állatok ugyanis fejüket lefelé tartják, és így sok por jut az orrukba. Tápláléka lágy szárú növények, alacsony növésű bokrok, zuzmók és fűfélék; több mint 120 növényfajt fogyaszt. A szajga 6-10 évig élhet.

## Szaporodása
A nőstény 7-8, a hím 20 hónapos korban éri el az ivarérettséget. A párzási szezon december–január között van. A bakok ilyenkor az ivarzó nőstényekből háremet gyűjtenek maguk köré. „Ormányukat” felfújják, szem előtti mirigyeikből pedig erős szagú váladékot bocsátanak ki. Keményen harcolnak egymással, a csaták végzetesek is lehetnek. A vemhesség 6-8 hónapig tart, ennek végén rendszerint 2 borjút ellik a nőstény. Születése után a borjú 8-10 napig a földhöz simul, s csak anyja hívására kel fel onnan. Az elválasztás 3-4 hónap múlva következik be. A vemhes nőstények gyakran szabályos ellőhelyeken gyűlnek össze. Eléggé egyszerre ellenek, így a szürke farkasok okozta veszteség kisebb.